# Hangaza
Le hangaza ou kihangaza (Igihangaza en hangaza) est une langue bantoue parlée en Tanzanie.

## Prononciation
|          | Biblabial | Labio- dental | Alvéolaire | Post- alvéolaire | Palatal | Vélaire | Glottal |
| -------- | --------- | ------------- | ---------- | ---------------- | ------- | ------- | ------- |
| Occlusif | /p/ b/    |               | /t/ [d]    |                  | /c/ ɟ/  | /k/ ɡ/  |         |
| Nasal    | /m̥/ m/    |               | /n̥/ n/     |                  |         | /ŋ/     |         |
| Fricatif | [β]       |               | /f/ v/     | /s/ z/           |         |         | /h/     |
| Affriqué |           |               | /pf/       | /ts/             |         |         |         |
| Spirant  | /w/       |               | /r/        |                  | /j/     |         |         |

Le /b/ est réalisé comme [b] lorsque précédé par une nasale et comme [β] dans les autres contextes. Le /r/ est réalisé comme [d] lorsque précédé par une nasale et comme [r] dans les autres contextes.
|        | Antérieur | Central | Postérieur |
| ------ | --------- | ------- | ---------- |
| Fermé  | /i/       |         | /u/        |
| Moyen  | /e/       |         | /o/        |
| Ouvert |           | /a/     |            |